# 錫達肖爾斯 (印第安納州)
錫達肖爾斯（英語：Cedar Shoals）是位於美國印地安納州艾倫縣的一個非建制地區。該地的面積和人口皆未知。

## 地理
錫達肖爾斯的座標為41°13′39″N 85°04′20″W / 41.22750°N 85.07222°W，而該地的平均海拔高度為259米（即850英尺）。